# Chimgon

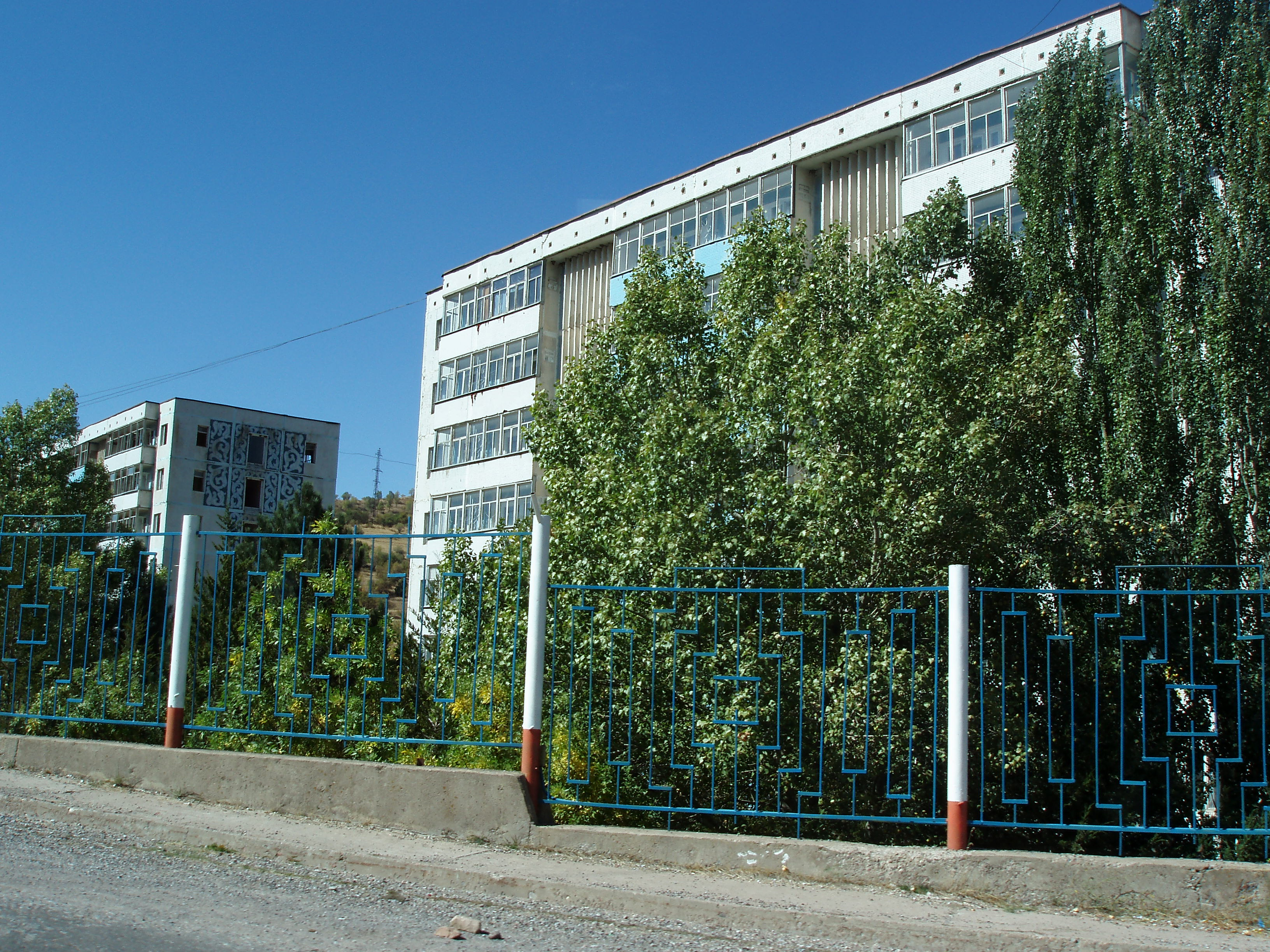
Hotel in Chimgon aus sowjetischer Zeit

Chimgon (usbekisch; russisch Чимган Chimgan, kirgisisch Чимган Tschimgan) ist ein Erholungsgebiet und Wintersportgebiet in den Westausläufern des Tianshangebirges in Usbekistan, nahe der Stadt Chirchiq in der Viloyat Taschkent.
Chimgon befindet sich in einer Höhe von 1600 m, etwa 90 km östlich von Taschkent, der Hauptstadt Usbekistans. Die Westausläufer des Tianshan haben auch den Namen Tschatkalgebirge und bilden den Ugom-Chatqol-Nationalpark. Der höchste Berg ist der Große Chimgon mit 3309 m, der ganzjährig mit Schnee bedeckt ist.
Das Klima ist, wie in ganz Usbekistan, sehr kontinental geprägt. Der Winter ist kalt und im Sommer klettern die Temperaturen bis auf 30 °C. Die jährlichen Niederschläge betragen etwa 650 mm.
Im Wintersportgebiet finden sich einige alte Hotels aus Sowjetzeiten und Ferienhäuser. Die Skisaison dauert von Dezember bis Mitte März.
In den Sommermonaten werden geführte Wandertouren durch das Gebirge angeboten.

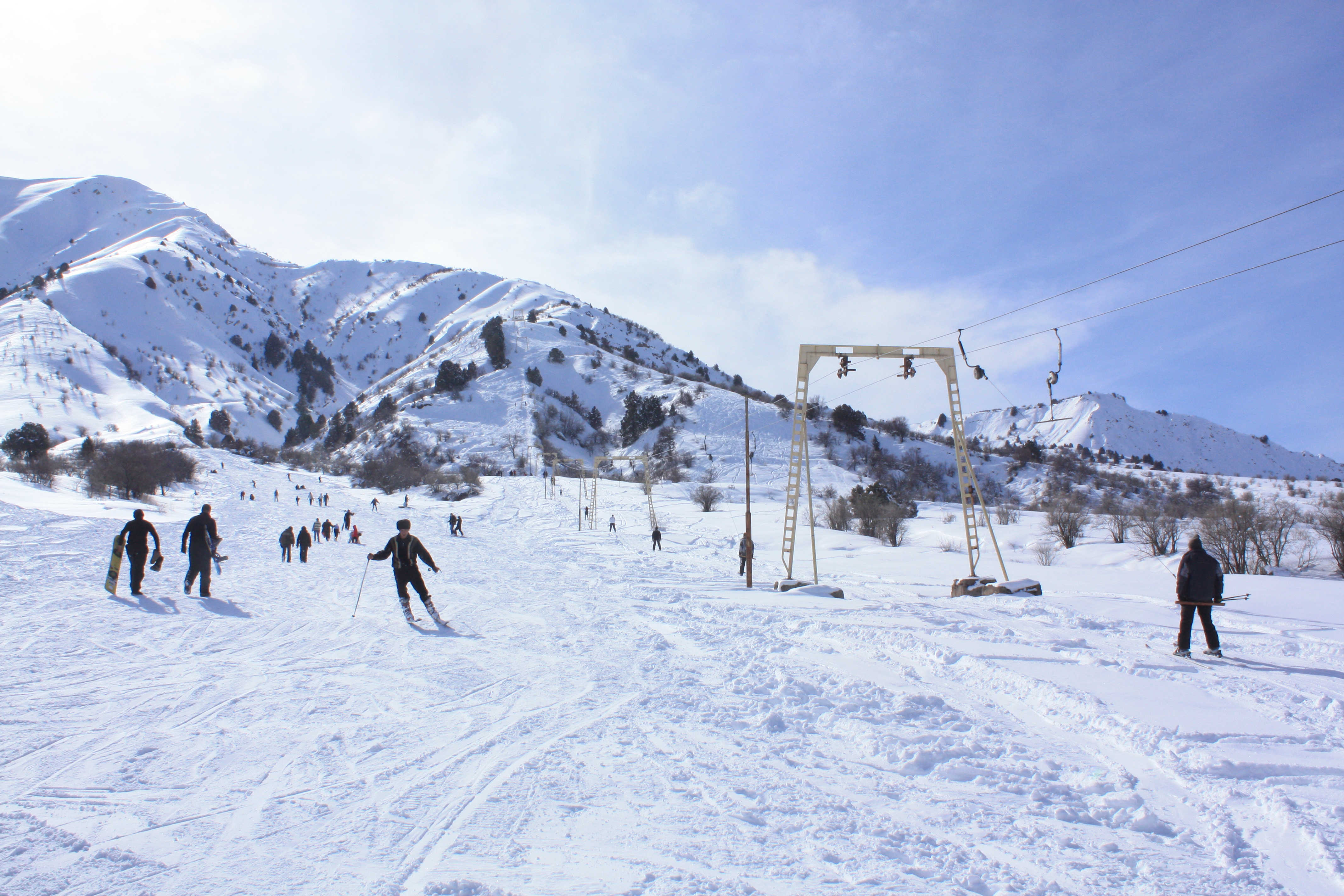
Skipiste in Chimgon
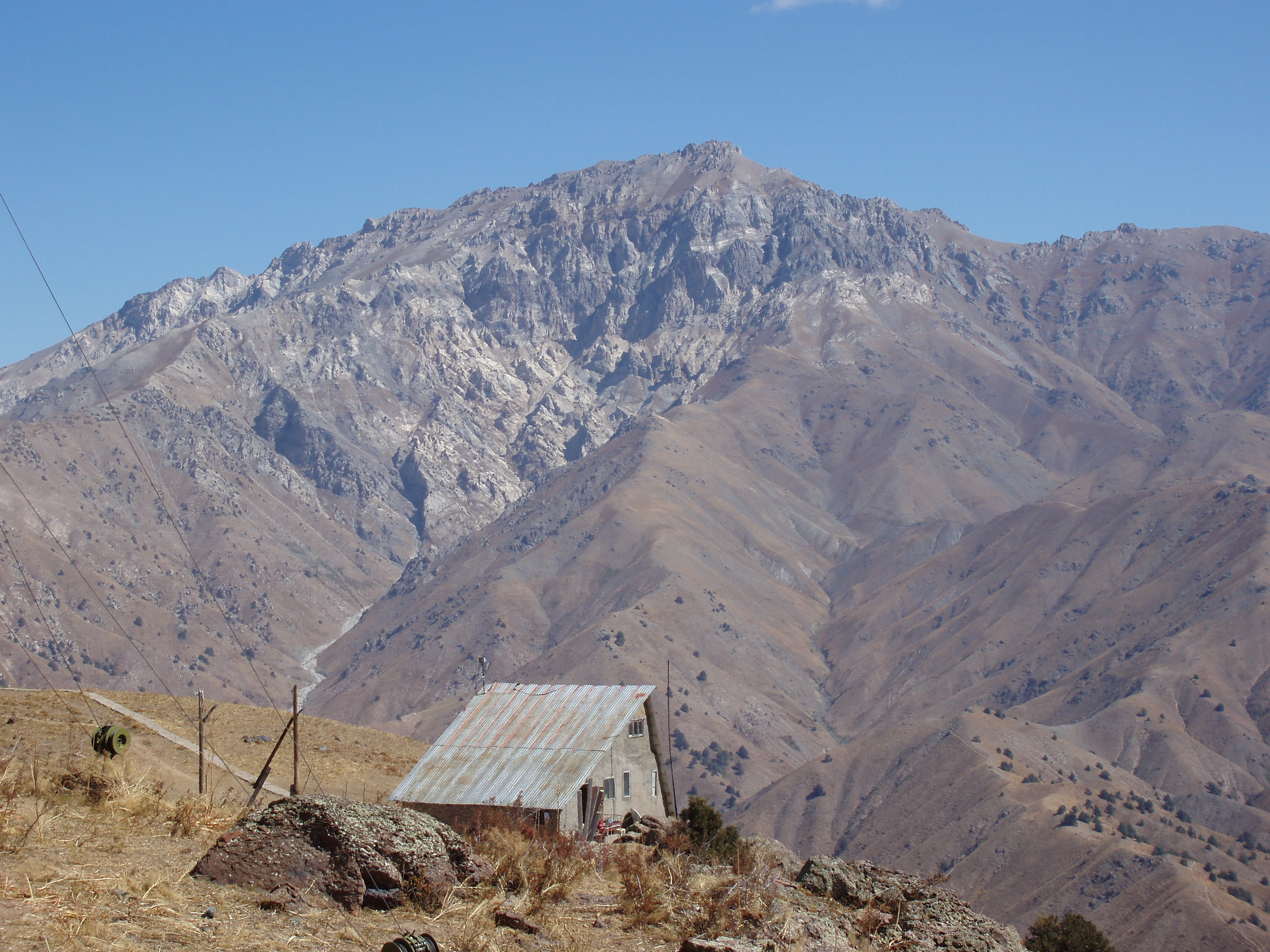
Blick zum Großen Chimgon
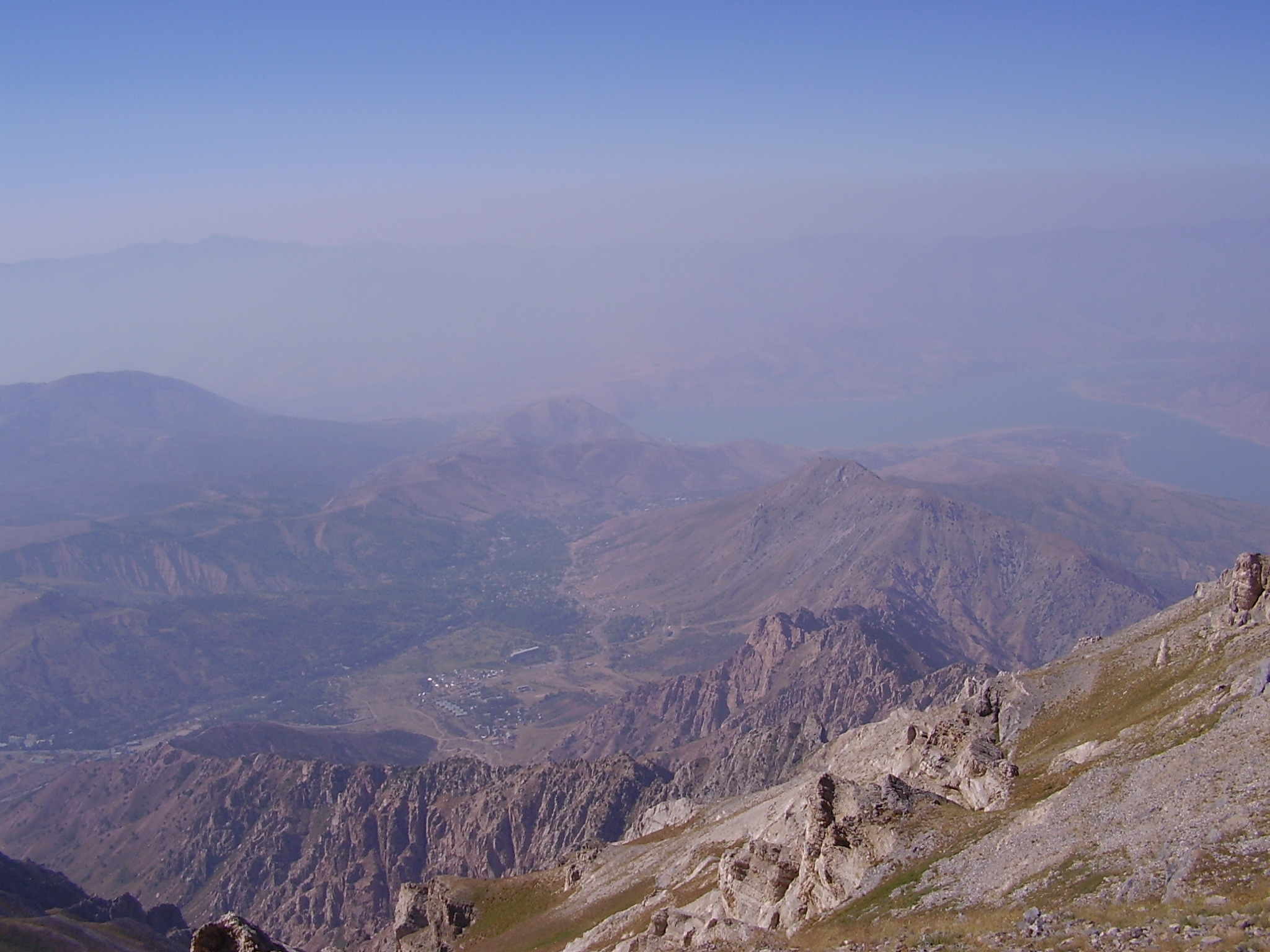
Blick vom Großen Chimgon hinunter zum Ort Chimgon